# Stetten (Schaffhausen)
Stetten je mjesto u Švicarskoj u kantonu Schaffhausen.

## Zemljopis
Stetten se nalazi na uzvisini nekoliko kilometara sjeveroistočno od grada Schaffhausena s oko 570 m nadmorske visine.

## Povijest
1080. godine Stetten se prvi put spominje. Samostani St. Agnes u Schaffhausenu i St. Katharinental u Diessenhofenu su bili vlasnici zemljišta.

## Stanovništvo
Stetten je mjesto koje u zadnjih nekoliko godina bilježi snažnan rasta populacije. Razlozi za ovaj rast su niske porezne stope, povoljna lokaciji u blizini grada Schaffhausena, a nedavno razvoj novog atraktivnog područja Schalmenacker
Prema službenim statistikama popisa stanovništva Stettena.
| Godina | Broj stanovnika |
| ------ | --------------- |
| 1850.  | 270             |
| 1880.  | 260             |
| 1900.  | 221             |
| 1910.  | 235             |
| 1930.  | 390             |
| 1950.  | 341             |
| 1970.  | 391             |
| 1990.  | 639             |
| 2006.  | 1005            |
| 2008.  | 1089            |

## Gospodarstvo
Većinom se živi od poljoprivrede.

## Znamenitosti

### Građevine
- Dvorac Herblingen

## Galerija
- Selo Stetten

## Vanjske poveznice
- Službena stranica